# NEXCOシステムソリューションズ
株式会社NEXCOシステムソリューションズ（ネクスコシステムソリューションズ、英: NEXCO SYSTEM SOLUTIONS Company Limited.）は、NEXCO3社（東日本高速道路〈NEXCO東日本〉・中日本高速道路〈NEXCO中日本〉・西日本高速道路〈NEXCO西日本〉）が共同出資した交通管理系システムをはじめとした高速道路に係るシステムの開発、運用を行う会社である。

## 概要
前述のとおり、NEXCO各社の管轄する高速道路の交通管理業務や基幹系業務システムの開発、運用を行っている。
元々は日本道路公団の直営事業として、名神高速道路管理局にて事業を開始。その後、財団法人道路施設協会の電子計算事業部として、一宮、川崎、福岡、岩槻の各電子計算室にて事業を開始。1975年に道路施設協会から独立し、株式会社高速道路計算センターとして設立。
日本道路公団の民営化後の2007年に株式会社NEXCOシステムズに社名変更し、さらに、2022年に通行料金関係のシステムをハイウェイ・トール・システム株式会社（現在の高速道路トールテクノロジー株式会社）に承継したことに伴い、現在の社名に変更した。

## 沿革
- 1963年 - 日本道路公団直営事業により、名神高速道路管理局にて事業開始。
- 1966年 - 財団法人道路施設協会電子計算事業部として、一宮、川崎、福岡、岩槻の各電子計算室にて事業を開始。（1966年から1974年にかけて）
- 1975年 - 協会より独立し、株式会社高速道路計算センターを設立。
- 2007年 - 株式会社NEXCOシステムズに社名変更
- 2022年 - 株式会社NEXCOシステムソリューションズに社名変更

## 主な事業
- 情報システム開発業務
- 情報システム運用保守業務
- NEXCOグループ支援業務

## 事業所
- 本社（東京都新宿区）
- 東京支店（東京都千代田区）
- 名古屋支店（愛知県名古屋市中区）
- 大阪支店（大阪府大阪市北区）